# ترانسلوكاز
ترانسلوكاز هو مصطلح عام للبروتين الذي يساعد في تحريك جزيء آخر، عادة يكون عبر غشاء الخلية. تحفز هذه الإنزيمات حركة الأيونات أو الجزيئات عبر الأغشية أو انفصالها داخل الأغشية.
وتعد النظام الأكثر شيوعا في البكتيريا الايجابية مسؤولة عن نقل كل من مجمعات الاحماض الدهنية عبر غشاء الميتوكوندريا الداخلي.ويُعيَّن رد الفعل على أنه نقل من «الجانب 1» إلى «الجانب 2» لأن التسميات التي كانت تستخدم سابقا، يمكن أن تكون غامضة.
أيضا مصطلح تاريخي للبروتين يسمى الآن عامل التهطال G، وذلك بسبب وظيفته في تحريك RNA نقل (RNA) ورسول RNA (مرنا) من خلال الريبوسوم.

## وظائف عدة حالات مشتركة
تلعب دوراً هاماً في الأنشطة البيولوجية بسبب وظائفها الحاسمة.
على سبيل المثال، يتم ترميز معظم البروتينات اللازمة لوظيفة الميتوكوندريا من قبل نواة الخلية.
يمكن Translocase من الغشاء الخارجي (توم) تعمل جنبا إلى جنب مع translocase من الغشاء الداخلي (TIM) لنقل البروتينات في الميتوكوندريون.
في حالة ما قبل البروتين، يتطلب النقل إلى مصفوفة الميتوكوندريا translocase قبل الغشاء الداخلي (TIM23 المعقدة) والمحرك المرتبط بـ presequence translocase (PAM)
Carnitine-acylcarnitine translocase مسؤولة عن نقل كل من مجمعات الأحماض الدهنية الكارنيتين والكارنيتين عبر غشاء الميتوكوندريا الداخلي، وهو أمر مطلوب لأن الأحماض الدهنية لا يمكن عبور الأغشية الميتوكوندريا دون مساعدة. إنّ أغطية ADP/ATP هي بروتينات نقل تمكّن من تبادل ثنائي الفوسفات الأدينوسين السيتوسولي (ADP) والدينوزين الميتوكوندريا (ATP) عبر الغشاء الميتوكوندريا الداخلي
يتم نقل ADP الحرة من السيتوبلازم إلى مصفوفة الميتوكوندريا، في حين يتم نقل ATP المنتجة من الفوسفور التأسدي من مصفوفة الميتوكوندريا إلى السيتوبلازم، وبالتالي تزويد الخلايا مع العملة الطاقة الرئيسية. إن تحلل الحمض النووي عبارة عن بروتينات حركية يمكنها تحويل الطاقة الكيميائية للتحلل المائي ATP إلى حركة اتجاهية على طول الحمض النووي.
إنزيمات النقل المختلفة تلعب وظائف مختلفة في الكائنات الحية، والحفاظ على استقرار البيئة الداخلية، والتي هي ذات أهمية كبيرة لأنشطة الحياة.

## تاريخيا
قد وافق الاتحاد الدولي للكيمياء الحيوية لأول مرة على تصنيف الإنزيمات وقائمة التسميات في عام 1961.قد تم التعرف على ستة فئات انزيم استنادا إلى نوع من التفاعلات الكيميائية حفزت، بما في ذلك:
1- oxidoreductases
2- transferases
3- hydrolases
4- lyases
5- Isomerase
6- ligases
أصبح من الواضح أن أيا من هذه يمكن أن تصف مجموعة هامة من الإنزيمات التي تحفز حركة أيونات أو جزيئات عبر الأغشية أو فصلها داخل الأغشية. وينطوي العديد من هذه التحلل المائي على التحلل المائي من ATP، وقد سبق تصنيفها على أنها (ATPase EC 3.6.3.)، على الرغم من أن التفاعل المائي ليس وظيفتها الأساسية. في أغسطس 2018، صنّف الاتحاد الدولي للكيمياء الحيوية والبيولوجيا الجزيئية هذه الإنزيمات تحت فئة إنزيم جديدة (EC) من الطبقات (EC 7)

## الوظائف والأهمية البيولوجية
الوظيفة الأساسية: تحفيز حركة الأيونات أو الجزيئات عبر الأغشية أو انفصالها داخل الأغشية", ويصنف هذا الشكل من وسائل النقل الغشاء تحت النقل الغشاء النشط، وهي عملية تتطلب الطاقة من ضخ الجزيئات والأيونات عبر الأغشية ضد التدرج التركيزي.
تعتمد الأهمية البيولوجية لـ Translocases في المقام الأول على وظيفتها الحرجة، بالطريقة التي توفر الحركة عبر غشاء الخلية في العديد من العمليات الخلوية التي هي جوهرية، مثل:
- الفوسفور الاكسد

تستورد (ADP/ATP ANT) الأدينوسين ثنائي الفوسفات ADP من السيتول ويصدر ATP من مصفوفة الميتوكوندريا، والتي هي خطوات نقل رئيسية للفوسفور التأ المؤدّس في الكائنات الحية الكائية. يتم نقل ADP من السيتوكولي مرة أخرى إلى الميتوكوندريون لتوليف ATP ويتم تصدير ATP التوليفية، التي تنتج من الفوسفور التأسدي، من الميتوكوندريون للاستخدام في السيتوسول، وتوفير الخلايا مع عمله الطاقة الرئيسية.
- استيراد البروتين إلى الميتوكوندريا

مئات من البروتينات المشفرة من قبل نواة مطلوبة لعملية التمثيل الغذائي الميتوكوندريا، النمو، تقسيم، وتقسيم لخلايا ابنة، ويجب استيراد كل هذه البروتينات في organelle. [8] تتوسط ترانسلوكيس الغشاء الخارجي (TOM) وtranslocase من الغشاء الداخلي (TIM) في استيراد البروتينات إلى الميتوكوندريون. تفرز غشاء الغشاء الخارجي (TOM) البروتينات عبر عدة آليات إما مباشرة إلى الغشاء الخارجي، أو الفضاء البيني، أو ت translocase من الغشاء الداخلي (TIM). ثم، عموما، وماكينات TIM23 يتوسط نقل البروتين في المصفوفة والآلات TIM22 يتوسط الإدراج في الغشاء الداخلي.
- الأحماض الدهنية استيراد الميتوكوندريا (نظام مكوك كارنيتين)

(Carnitine-acylcarnitine translocase (CACT) يحفز كلا من نقل أحادي الاتجاه من الكارنيتين وتبادل الكارنيتين /acylcarnitine في الغشاء الميتوكوندريا الداخلية، مما يسمح باستيراد الأحماض الدهنية طويلة السلسلة في الميتوكوندريا حيث يتم أكسدة من قبل مسار β-الأكسدة. الغشاء الميتوكوندريا غير قابل للأحماض الدهنية طويلة السلسلة، وبالتالي الحاجة لهذا النقل.

## امثله
- أورنيثين مهارة (SLC25A15)، المرتبطة بنقص أورنيثين هاينتيف.
- (carnitine-acylcarnitine translocas) (SLC25A20)المرتبطة بنقص الترانفلات incarnadine-acylcarnitine.
- عبر الغلاف الخارجي غشاء الميتوكوندريا 40 (TOMM40)، وهو بروتين مشفر من قبل الجين TOMM40، الذي alleles تؤثر بشكل تفاضلي على خطر الإصابة بمرض الزهايمر.